# Lambaréné
Lambaréné je město v Gabonu. Leží 250 km jihovýchodně od hlavního města Libreville a 75 km jižně od rovníku a je správním centrem provincie Moyen-Ogooué. S 26 998 obyvateli je sedmým největším městem země.
Centrum města s tržnicí se nachází na říčním ostrově Île Lambaréné, předměstí leží na obou březích řeky Ogooué a jsou obklopena deštným pralesem. Podnebí je tropické, průměrná roční teplota činí 27 °C, ročně spadne 1981 mm srážek, většina z nich v deštivém období od října do června. Většinu obyvatel tvoří Fangové, Pahuinové a Eširové. Lambaréné je významným říčním přístavem, má i vlastní letiště. Hlavními odvětvími ekonomiky jsou rybolov a těžba a zpracování dřeva, produkuje se zde také palmový olej. Rozvíjí se turistika: v okolí se nachází chráněná oblast Wonga Wongué a jezera Zilé a Onangué s množstvím vodních živočichů.
Název Lambaréné znamená v domorodém jazyce galoa „zkusme to“. Pro Evropany objevil toto místo roku 1876 Pierre Savorgnan de Brazza a založil zde malou misijní stanici. V roce 1913 do ní přišel alsaský teolog Albert Schweitzer a když viděl životní podmínky domorodců, rozhodl se pro ně zřídit z vlastních prostředků nemocnici, která se stala díky léčbě malárie a lepry proslulou po celé Africe. V roce 1968 se vypravila československá studentská Expedice Lambaréné, aby do této nemocnice doručila zdravotnický materiál, vzhledem k napjatým vztahům mezi Gabonem a státy sovětského bloku ji však úřady odmítly vpustit do země. V roce 1981 byl vybudován severozápadně od Lambaréné moderní Hôpital Albert-Schweitzer, spravovaný neziskovou nadací, která podle jeho vzoru vybudovala nemocnice v dalších rozvojových zemích. Původní nemocnice byla přebudována na Schweitzerovo muzeum a roku 2009 byla zapsána na seznam Světového dědictví.

## Rodáci
- Georges Rawiri (* 1932) — spisovatel
- Rose Francine Rogombé (* 1942) — politička, v roce 2009 úřadující prezidentka Gabonu
- Didier Ibrahim Ndong (* 1994) — fotbalista